# Загорица (Добрепоље)
Загорица (словен. Zagorica) је насељено место у општини Добрепоље, Средњесловенска регија, Словенија.

## Историја
До територијалне реорганизације у Словенији била је у саставу старе општине Гросупље.

## Становништво
У попису становништва из 2011. године, Загорица је имала 245 становника.
| Број становника према пописима | Број становника према пописима | Број становника према пописима |
| ------------------------------ | ------------------------------ | ------------------------------ |
| 1991                           | 2002                           | 2011                           |
| 218                            | 222                            | 245                            |